# Bamazomus siamensis
Bamazomus siamensis är en spindeldjursart som först beskrevs av Hansen 1905.  Bamazomus siamensis ingår i släktet Bamazomus och familjen Hubbardiidae. Inga underarter finns listade.